# Rialto Towers
Rialto Towers (англ. Rialto Towers) — комплекс высотных офисных зданий в Мельбурне, Австралия. Считается вторым по высоте железобетонным зданием и самым высоким офисным зданием в Южном полушарии, если считать высоту до крыши (несколько зданий в Австралии выше Риалто-Тауэрс, если учитывать высоту шпиля или антенны). Здание располагается по адресу 525 Коллинс-стрит, в западной части центрального делового района Мельбурна.

## Описание
Проект здания был разработан архитектурной компанией «Gerar de Rreu and Partners» совместно с «Perrott Lyon Mathieson». Строительство здания проходило с 1982 по 1986 год. Официальное открытие состоялось в октябре 1986 года. Название здания перешло к нему от исторического комплекса, располагающегося по соседству.
Фактически объект, носящий название Риалто-Тауэрс, представляет собой комплекс из двух зданий, расположенных в непосредственной близости друг к другу. Высота южной башни составляет 251 метра, 63 этажа и 3 подземных этажа. Высота северной башни — 185 метров и 43 этажа. Общая площадь офисных помещений — 84000 м².

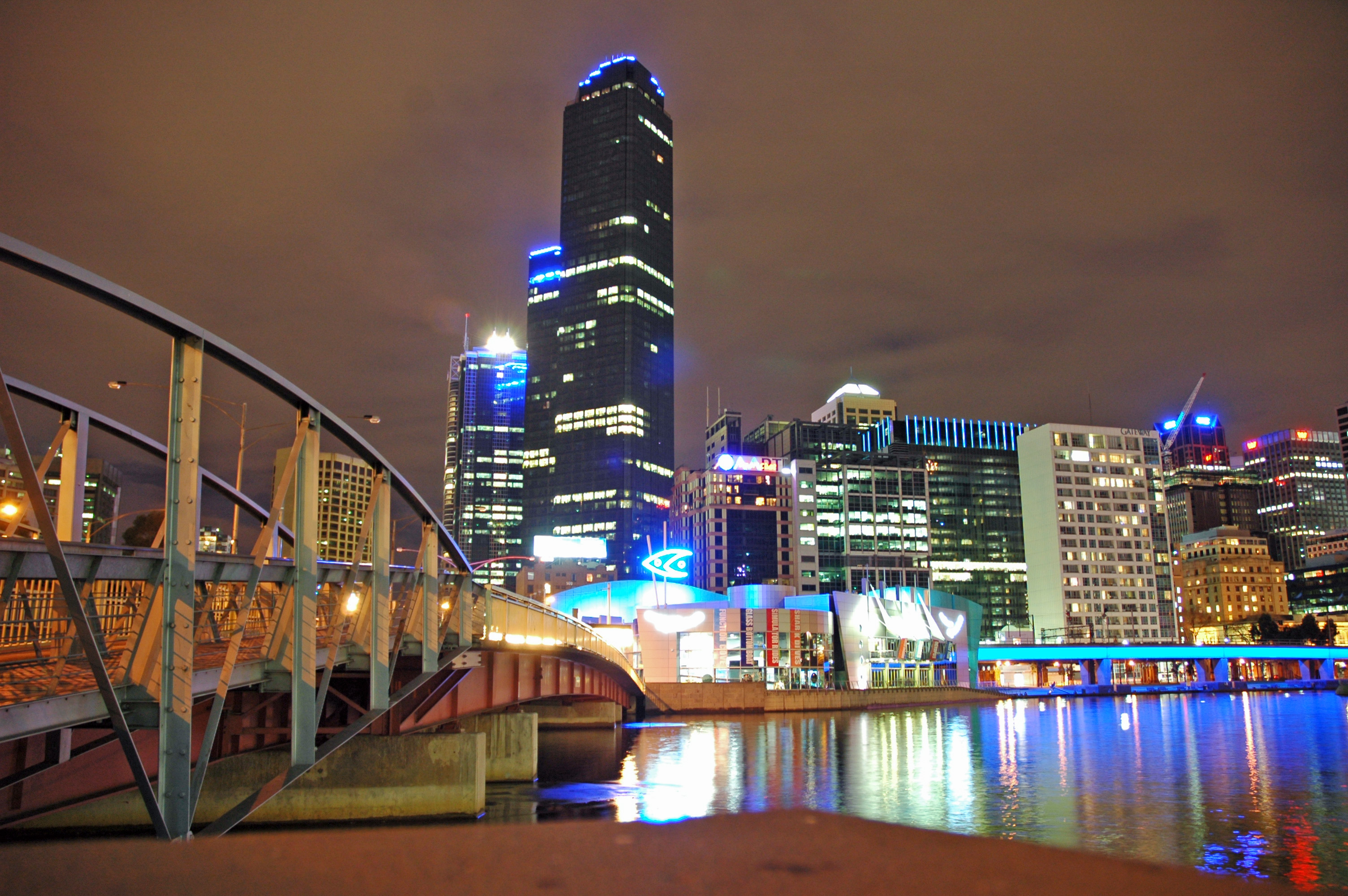
Вид на Риалто-Тауэрс с южного берега Ярры

Строительство зданий ещё не было завершено, когда первые постояльцы начали занимать нижние этажи в 1984 году. 19 июля 1994 года была открыта Мельбурнская площадка обозрения, которая располагается на 55 этаже южной башни на высоте 234 метра. В хорошую погоду отсюда открывается вид на расстояние до 60 километров. Кроме двух скоростных лифтов на площадку обозрения ведёт лестница состоящая из 1450 ступеней. Здесь проводится ежегодная Гонка по ступеням.
В 2009 году в связи с утратой лидирующего положения самой высокой смотровой площадки Мельбурна смотровая площадка была закрыта. В 2011 году на месте бывшей смотровой площадки был открыт ресторан Vue De Monde.
На момент завершения строительства комплекс зданий занимал 23-е место в списке самых высоких зданий в мире и был вторым по высоте зданием за пределами США. По состоянию на октябрь 2008 года комплекс является 6-м по высоте в Австралии и 122-м в мире.